# جاندار تک‌سلولی
جاندار تک‌سلولی، همانطور که از نامش پیداست، جانداریست که تنها یک سلول دارد، برعکسش جانداران چندسلولی‌اند که شامل چندین سلول می‌باشند. جانداران تک‌سلولی در دو دسته بزرگ قرار می گیرند: پروکاریوت‌ها و یوکاریوت‌ها. تمام پروکاریوت‌ها تک سلولی اند و به باکتری‌ها و آرکی‌ها دسته‌بندی می گردند. اغلب یوکاریوت‌ها چندسلولی بوده و بعضی دیگر از یوکاریوت‌ها تک سلولی اند همچون: پروتوزوئاها، جلبک‌های تک‌سلولی و قارچ‌های تک‌سلولی. جانداران تک‌سلولی را جزو قدیمی ترین اشکال حیات برشمرده، به گونه‌ای که پروتوسلول‌ها احتمالاً در حدود 3.8 تا 4 میلیارد سال پیش سربرآوردند.
گرچه که برخی از پروکاریوت‌ها در قالب کولونی‌ها زندگی می کنند، سلول‌های تخصصی با عملکردهای متفاوتی ندارند. این جانداران با هم زندگی کرده، و هر سلول باید تمام اعمال حیاتی را انجام دهد تا نجات پیدا کند. در مقایسه، حتی در ساده‌ترین جانداران چند سلولی، سلول‌ها برای ادامه حیات به وجود یکدیگر نیازمندند.
بسیاری از جانداران چندسلولی، در مرحله ای از چرخه حیاتشان دارای حالت تک‌سلولی اند. به عنوان مثال، گامت‌ها سلول‌های تولیدمثلی جانداران چندسلولی اند. به علاوه، به نظر می رسد که چندسلولی بودن، در سیر تاریخ تکاملی، چندین بار به طور مستقل ایجاد شده باشد.
برخی از جانداران همچون Dictyostelium discoideum، تک سلولی جزئی هستند. همچنین، جانداران تک سلولی ممکن است چندهسته‌ای باشند، همچون: Caulerpa، پلاسمودیوم و میکسوگاستریا.